# Луговой шмель

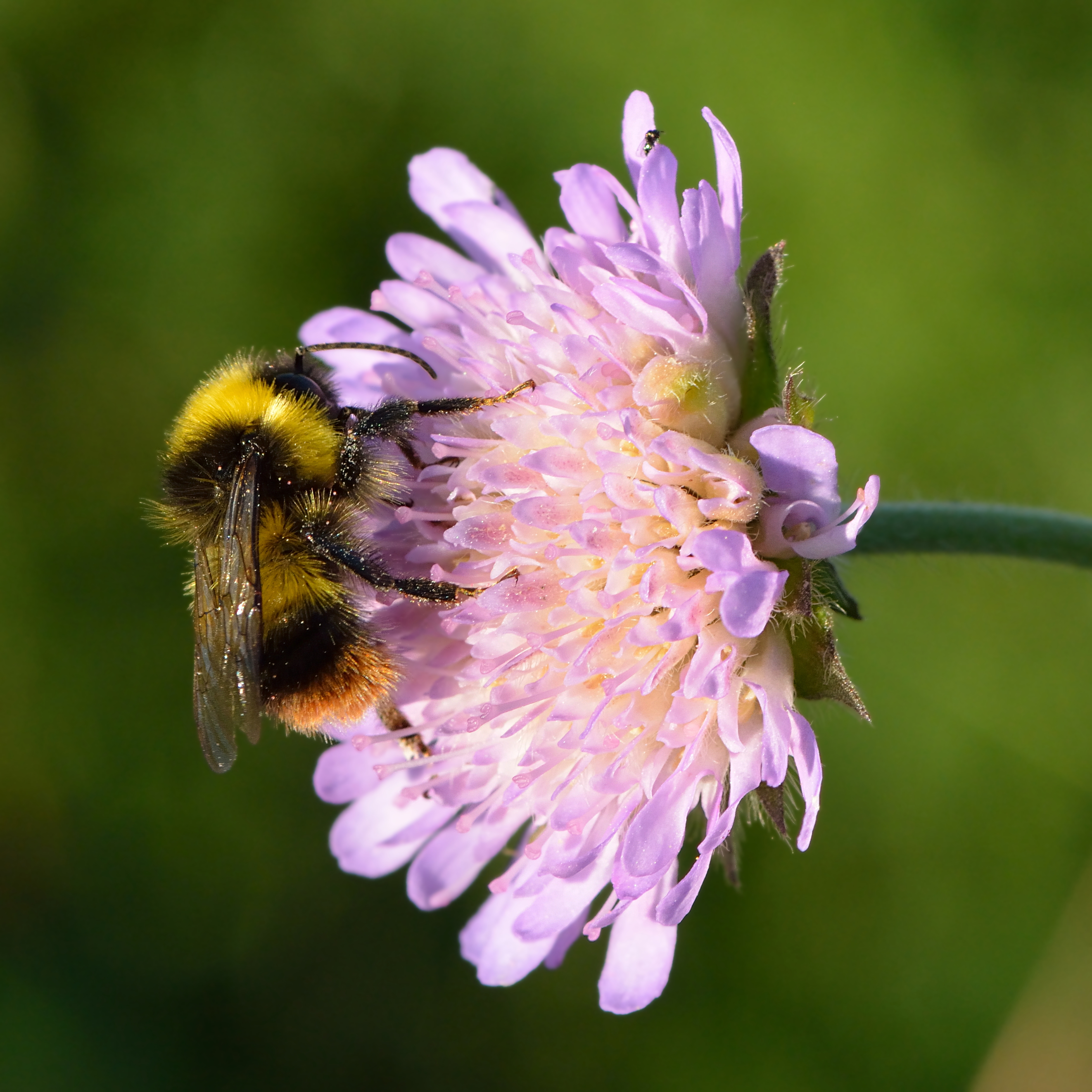

Луговой шмель (лат. Bombus pratorum) — вид шмелей.

## Описание
Самки 15—17 мм, рабочие 9—14 мм и самцы 11—13 мм.
Грудка сверху в чёрных волосках, с крупным полем из желтоватых (изредка красноватых) волосков в передней части. Первые три тергита и передняя часть 4-го тергита брюшка в черных волосках, передняя часть 2-го тергита обычно с перевязью из жёлтых волосков, 5-й (реже и 4-й) тергит покрыт красноватыми волосками.

## Распространение
Европа, Кавказ, Закавказье, Урал, Сибирь (к востоку до Приленского плато и Прибайкалья), горы Восточного Казахстана.